# St.-Marien-Kirche (Grasdorf)

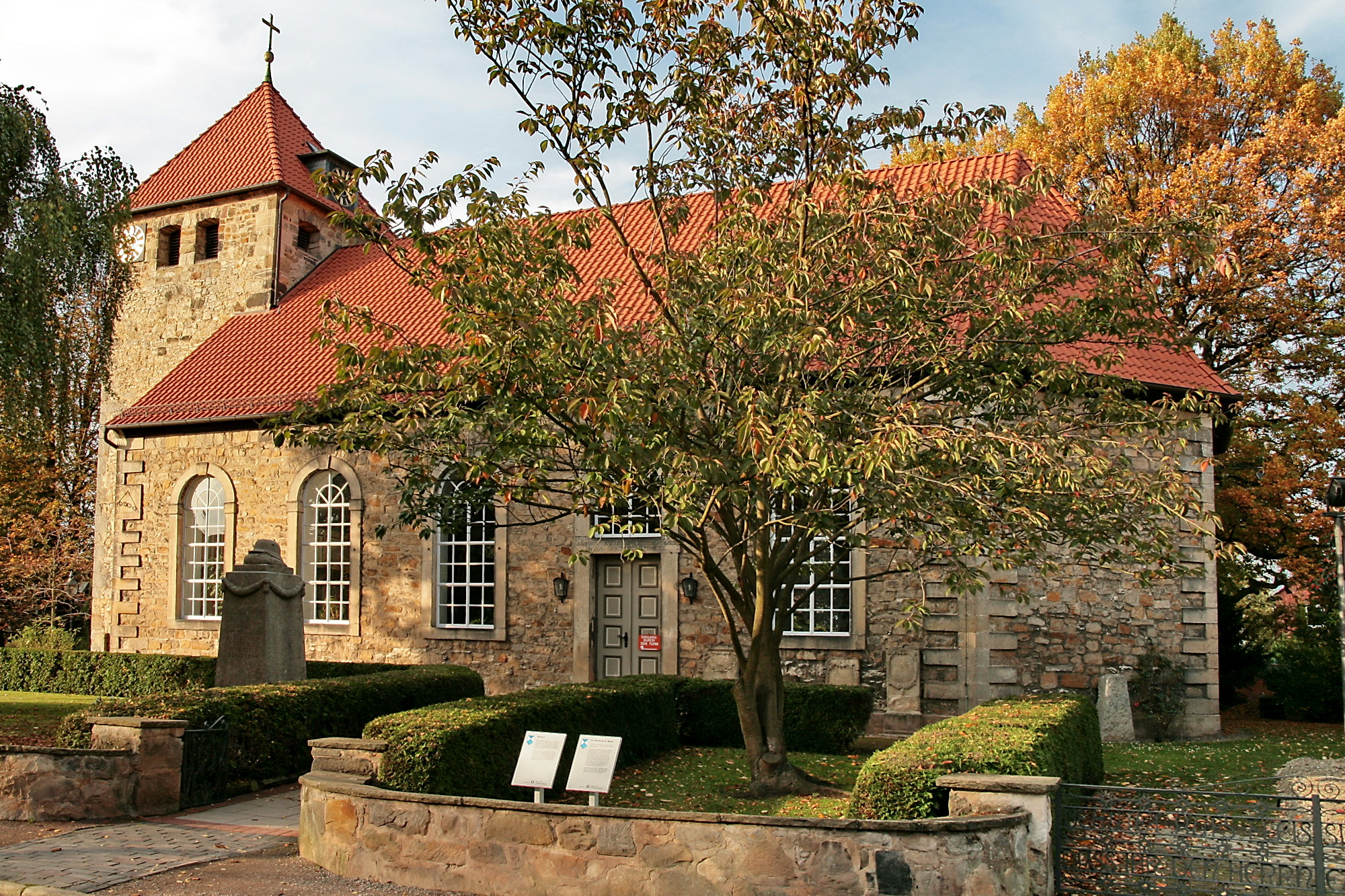
St.-Marien-Kirche in Grasdorf

Die St.-Marien-Kirche ist ein denkmalgeschütztes Kirchengebäude in Grasdorf, einem Ortsteil von Laatzen in der Region Hannover in Niedersachsen.
Sie ist die Gottesdienststätte der örtlichen evangelisch-lutherischen Kirchengemeinde im Kirchenkreis Laatzen-Springe im Sprengel Hannover der Evangelisch-lutherischen Landeskirche Hannovers.

## Vorgeschichte
In Grasdorf wurde etwa zur Mitte des 14. Jahrhunderts eine erste Kirche gebaut. Sie wurde durch die Familie von Alten gestiftet. Als Kirchturm nutzte man einen vorhandenen, aus den 13./14. Jahrhundert stammenden, romanischen Wehrturm. Die älteste urkundliche Erwähnung eines Grasdorfer Geistlichen stammt aus dem Jahr 1373. Um das Jahr 1500 wurde die romanische Kirche umgebaut. Dabei wurde die hölzerne Decke des Kirchensaals durch ein Kreuzgewölbe ersetzt. Die Reformation erfolgte im Fürstentum Calenberg im Jahr 1542.
Im Dreißigjährigen Krieg wurden Kirche und Kirchturm im Jahr 1633 nach der Plünderung Grasdorfs durch katholische Truppen bei einer Feuersbrunst beschädigt und im Jahr 1642 nochmals durch schwedische Truppen verwüstet. Der Kirchturm war 1647 instand gesetzt, bis 1655 erfolgte der Wiederaufbau der Kirche.
In den 1730er Jahren plante das Königliche Konsistorium den Neubau der Kirche, da „wegen der sehr ausgewichenen Seitenmauern und des daher gelösten Gewölbes dergestalt der Einfall drohe, daß man fast des Lebens nicht sicher darin wäre“.
Beim Abtragen des Chorgewölbes im September 1733 stürzte der Chor teilweise ein. Bald darauf wurde die ganze Kirche mit Ausnahme des Kirchturms abgerissen. Eine Scheune in Grasdorf wurde zur Interims-Kirche bestimmt. Dort sollte alle 14 Tage gepredigt werden.

## Geschichte

### Barockkirche

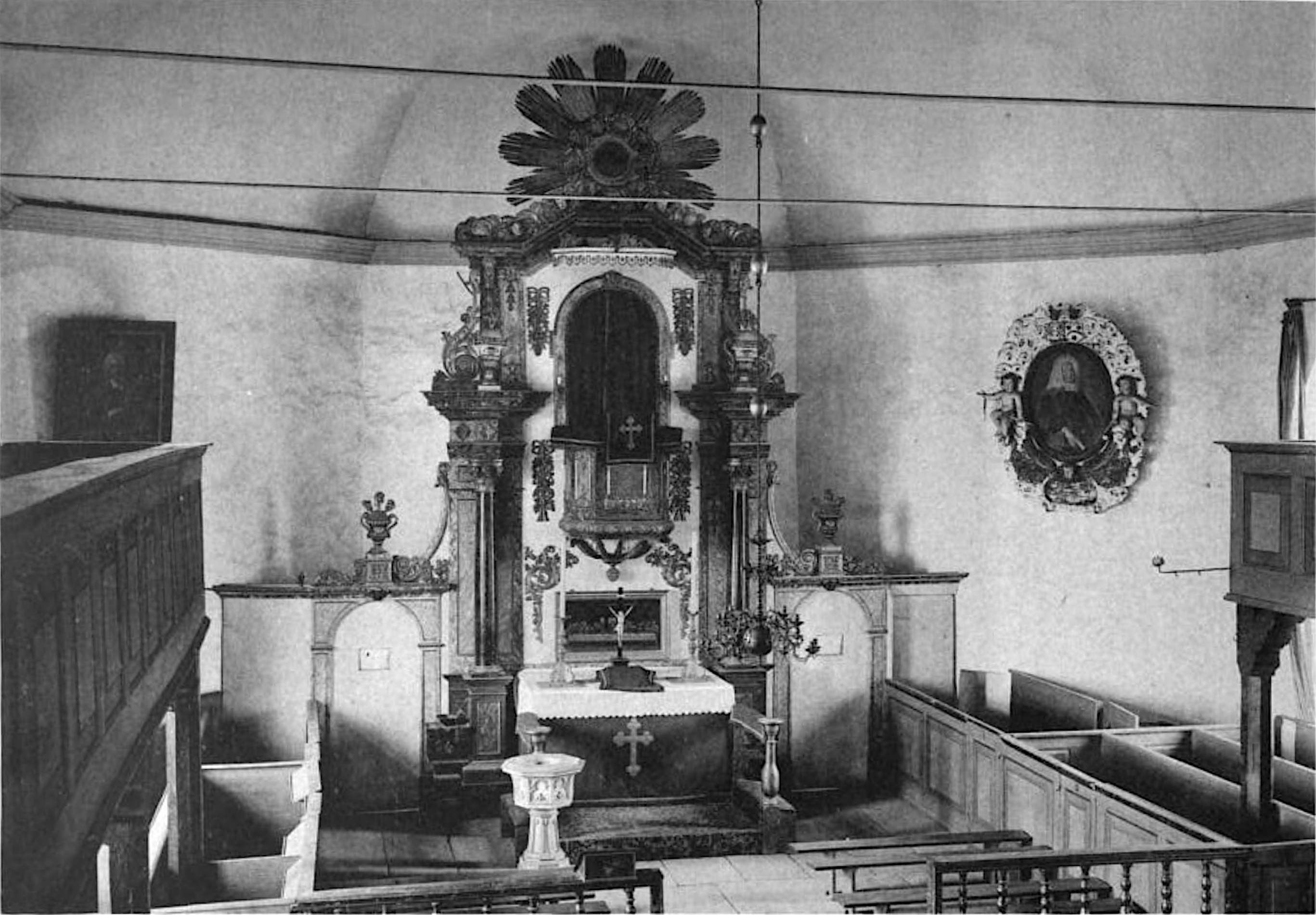
Altarraum (um 1898)

Der Neubau der St.-Marien-Kirche erfolgte nach Plänen des kurhannoverschen Landbaumeisters Conrad Hinrich Leiseberg. Die Grundsteinlegung war am 26. August 1734. Die Baukosten betrugen außer Hand- und Spanndiensten und gespendeten Bauholz 2113 Taler, 31 Mariengroschen und 7 Pfennige.
Das 23,7 m lange und 13,2 m breite Bauwerk ist eine aus Bruchsteinmauerwerk errichtete Saalkirche mit Eckquaderung und dreiseitigem Chorabschluss. Die Steine der alten Kirche wurden beim Neubau wieder verwendet. Sie sind durch Material und Farbe deutlich am Sockel des Gebäudes abgesetzt.
Der erhalten gebliebene gedrungene mittelalterliche Turm an der Westseite hat eine Seitenlänge von 5,5 m. Seine Türöffnungen wurden vergrößert, der Eingang überwölbt und Schallöffnungen verschlossen. Seit einem früheren Umbau war er statt mit einem romanischen Zeltdach mit einer schiefergedeckten Turmspitze versehen. Das Satteldach ist an der Ostseite polygonal abgewalmt. Der Kirchensaal ist an jeder Seite durch fünf Rundbogenfenster in Gewänden aus Barsinghauser Sandstein gegliedert. An beiden Längsseiten gab es vor den Fenstern bis hin zum Altarraum eine von Ständern getragene Emporen.
Die Barockkirche mit einem durch den hannoverschen Hofbildhauer Christian Ackermann gefertigten in weiß und gold gehaltenen Kanzelaltar wurde am 22. Juni 1736 durch die Gemeinde eingeweiht. Das Südportal trägt die Jahreszahl 1736. Auch in der Inschrift darunter ist die Zahl als Chronogramm enthalten.
Die St.-Marien-Kirche diente als Grablege für die Geistlichen und auch für die Amtmänner und Vögte des Amtes Koldingen.
Beim Einbau einer Heizungsanlage im Jahr 1933 wurde ein Teil der Gruftanlage freigelegt und beseitigt.
Im Jahr 1877 wurde eine neue Turmuhr installiert. Der Turmhelm wurde 1883 erneuert. Daher trägt die Wetterfahne die Zahl 1883. In den Jahren 1935/36 erfolgte eine umfangreiche Innen- und Außenrenovierung der Kirche.
Im Zweiten Weltkrieg wurde der Ort Grasdorf bei einem Luftangriff in der Nacht zum 23. September 1943 zu fast 80 Prozent zerstört. Die Kirche brannte aus. Altar und Taufstein wurden einige Tage später bei jugendlichem Vandalismus zerschlagen. Die Glocken waren geschmolzen und die Turmspitze eingestürzt. Erhalten blieben nur die Außenmauern.

### Wiederaufbau

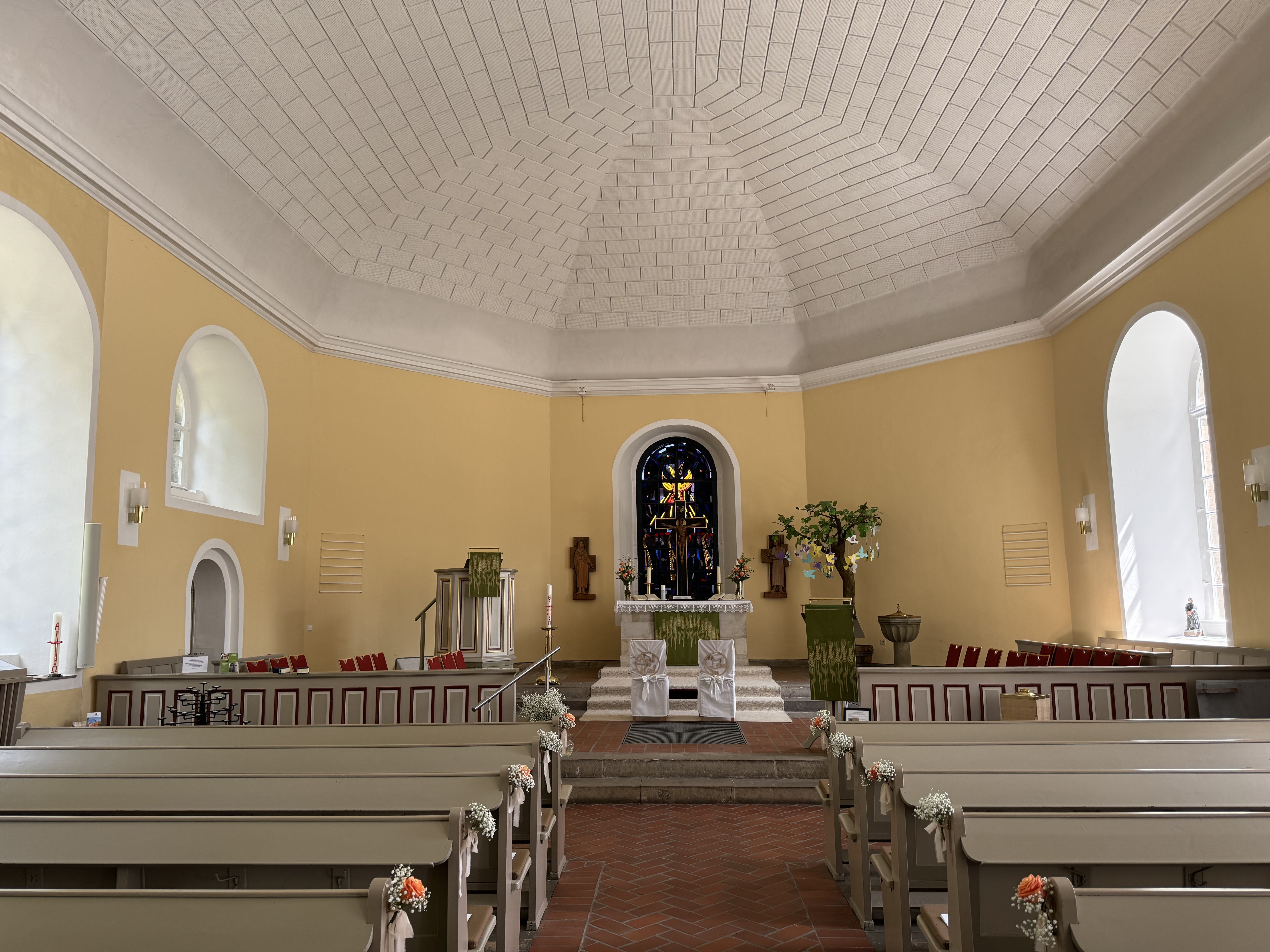
Altarraum (2024)

Der Wiederaufbau erfolgte ab 1946/47 nach Plänen von Ernst Zinsser. Er betonte die romanischen Stilelemente des Gebäudes. An der südöstlichen Choraußenwand sind einige barocke Epitaphien platziert.
Im Jahr 1948 war die Stahlkonstruktion des Dachstuhls errichtet und das Dach des Kirchenschiffs eingedeckt. Im Winter wurde die flach gewölbte, verputzte Holzdecke eingebaut und im Frühjahr 1949 konnte die erste Konfirmation in der Kirche stattfinden.
Der Turm wurde erhöht, um eine Glockenstube und einem stählernen Glockenstuhl einbauen zu können. Es wurden vier Turmuhren eingebaut. Der nun fünfgeschossige Kirchturm wurde mit einem niedrigen romanischen Zeltdach gedeckt und erhielt ein vergoldetes Turmkreuz.
Der schlichte Innenraum hat große Rundbogenfenster. Der Altartisch wurde 1951 aus Trümmern Grasdorfer Gebäude gestaltet. Hinter dem Altar wurden 1954 ein durch Werner Brenneisen geschaffenes Buntglasfenster eingebaut. Es stellt die Gabe des Heiligen Geistes zu Pfingsten dar. Die Patronatsfamilie schenkte einen neuen Taufstein. Dieser wurde aus einem Blumengefäß des Gutsparks Ricklingen gefertigt.
Die erneuerte Kirche wurde 1959 feierlich an die Gemeinde übergeben.
2009 wurde ein neuer Glockenstuhl errichtet. Der Kirchturm samt Turmkreuz und Turmuhren wurde 2017 generalsaniert. Am Pfingstmontag 2025 wurde das unterhalb der Westempore eingerichtete Kolumbarium eingeweiht.

## Ausstattung

### Glocken
Im Jahr 1650 waren mindestens zwei Glocken vorhanden. 1739 wurden einschließlich der Schlagglocke drei gezählt, von denen eine geborsten war.
Im Jahr 1896 gab es zwei im 19. Jahrhundert gegossene Läuteglocken, eine davon 1877 durch die Radlersche Glockengießerei in Hildesheim. Die große Läuteglocke musste im Jahr 1917 zu Rüstungszwecken im Ersten Weltkrieg abgegeben werden. Als Ersatz wurde 1920 eine neue Bronzeglocke durch die Firma Radler gegossen. Zusätzlich gab es die laut Inschrift 1586 durch Herrmann Braeckmann aus Bronze gegossene Schlagglocke. Beim Brand der Kirche wurden alle drei Glocken zerstört.
Seit 2011 besteht das Geläut aus diesen vier Bronzeglocken:
- g’, „Margaretenglocke“, 1966 durch die Glocken- und Kunstgießerei Rincker gegossen. Die Glocke wurde zur Erinnerung an Margarete Diers gestiftet.
- b’, „Betglocke“, 1832 oder 1839 durch Johann Gottlieb Meyer in Liegnitz gegossen.
- c’’, „Brüderglocke“, 1716 durch Johann Heinrich Schmidt in Stettin gegossen und 1952 durch die Firma Lachenmeyer repariert. Die Glocke stammt aus dem früheren Rohrbeck in Pommern.
- d’’, Schlagglocke, 2011 durch die Glocken- und Kunstgießerei Rincker als Ersatz für eine seit 1951 genutzte Hartguss-Glocke gegossen.

### Orgel

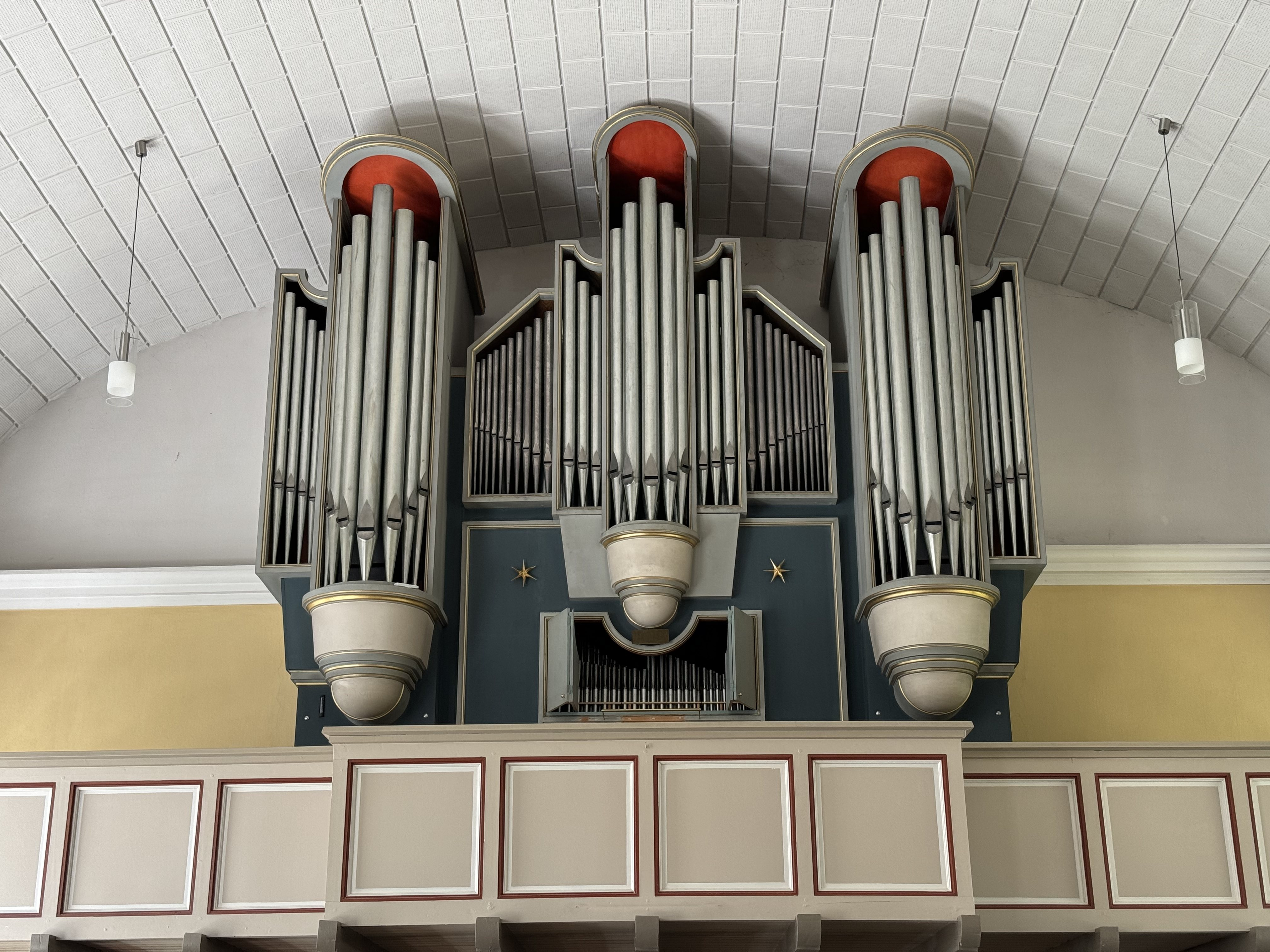
Orgelprospekt

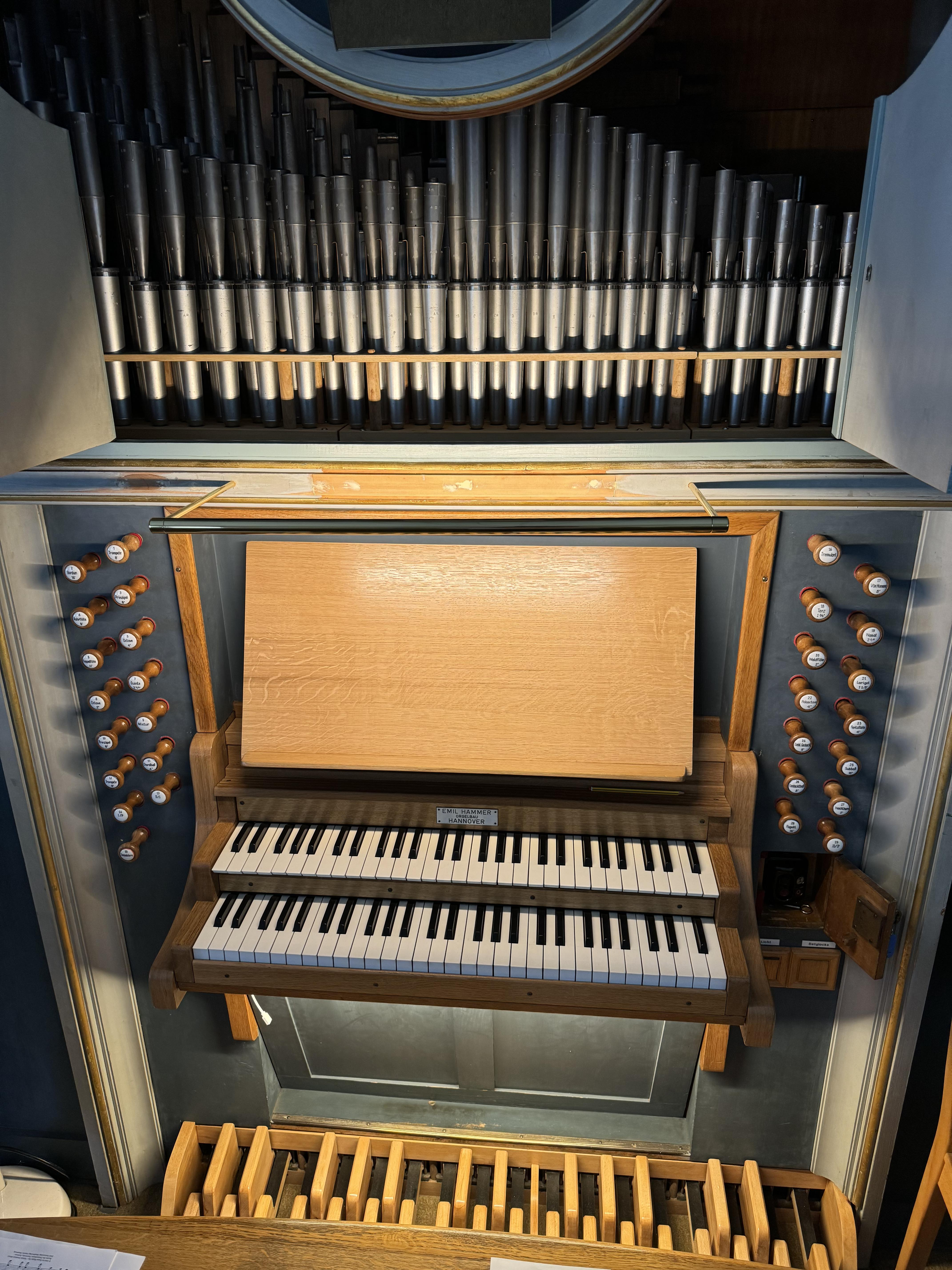
Spieltisch der Orgel

Im Jahr 1822 erhielt die St.-Marien-Kirche erstmals eine Orgel. Diese wurde von Ernst Wilhelm Meyer aus Hannover gebaut.
Sie wurde beim Brand der Kirche 1943 zerstört.
Die heutige Orgel der St. Marienkirche wurde 1957/58 von der Firma Emil Hammer erbaut. 1982 und 2002 erfolgten Instandsetzungen. Der Spieltisch wurde 2021 erneuert.
Das Instrument hat 24 Register auf zwei Manualen und Pedal. Die Spiel- und Registertrakturen sind mechanisch.
Die Disposition lautet: 
| I Hauptwerk C–g3 |       |
| Bordun           | 16′   |
| Prinzipal        | 08′   |
| Rohrflöte        | 08′   |
| Octave           | 04′   |
| Koppelflöte      | 04′   |
| Quinte           | 2 ⁄3′ |
| Octave           | 02′   |
| Mixtur           |       |
| Trompete         | 08′   |

| II Brustwerk C–g3 |        |
| Liebl. Gedackt    | 8′     |
| Holzoctave        | 4′     |
| Spitzflöte        | 4′     |
| Nasat             | 2 ⁄3′  |
| Waldflöte         | 2′     |
| Terz              | 1 3⁄5′ |
| Larigot           | 1 ⁄3′  |
| Vox Humana        | 8′     |

| Pedal C–f1 |     |
| Subbaß     | 16′ |
| Prinzipal  | 08′ |
| Gedacktbaß | 08′ |
| Choralbaß  | 04′ |
| Nachthorn  | 02′ |
| Fagott     | 16′ |
| Trompete   | 08′ |

- Koppeln: II/I, I/P, II/P
- Neben- und Effektregister:
  - Tremulant
  - Zimbelstern

## Friedhof
Der von einer niedrigen Einfriedungsmauer aus Bruchstein umgebene ehemalige Kirchfriedhof um die St.-Marien-Kirche ist ebenfalls denkmalgeschützt.
Seit 1851 hatte Grasdorf einen neuen kirchlichen Friedhof im Norden des Dorfes. Dieser gehört heute der Stadt Laatzen.
In der Kirche wurde 2025 unterhalb der Westempore ein Kolumbarium eingerichtet.
Laatzens erstes Kolumbarium bietet in 80 Kammern Platz für bis zu 160 Urnen.

## Kirchengemeinde
Die Gemeinde der St.-Marien-Kirche umfasst den Laatzener Stadtteil Grasdorf. Zum 1. Oktober 1953 gliederte das Landeskirchenamt die bisherigen Kapellengemeinden Rethen und Koldingen aus der Gemeinde aus.
Zum 1. Januar 2009 gründeten die Kirchengemeinde der St.-Marien-Kirche Grasdorf, der beiden Laatzener, der Rethener und später auch der Gleidinger Kirchengemeinden das verbundene Pfarramt Region Laatzen.
Zum 1. Januar 2024 wurde daraus die „Ev.-luth. Gesamtkirchengemeinde Laatzen“.

## Stiftung
Im Jahr 2005 wurde unter dem Dach der Deutschen Stiftung Denkmalschutz die Stiftung Ev. Dorfkirche St. Marien zu Grasdorf gegründet. Zweck ist die Sanierung, Restaurierung, Erhalt und Pflege der St.-Marien-Kirche.
Unter anderem wurde der Ersatz des schadhaften stählernen Glockenstuhls durch eine Eichenholzkonstruktion finanziert. Dadurch verbesserte sich zudem die Klangqualität des Geläuts.

## Denkmalschutz
„Die Erhaltung der Pfarrkirche liegt aufgrund ihrer geschichtlichen und ihrer städtebaulichen Bedeutung im öffentlichen Interesse.“